# Dyrskuefilm 1968
|  | Denne artikel er oprettet af botten Steenthbot ud fra en ekstern database. Den kan derfor have sproglige fejl eller mangler. Denne skabelon kan fjernes efter kontrol af indholdet. |

Dyrskuefilm 1968 er en dansk dokumentarisk optagelse fra 1968.

## Handling
Brønderslev Dyrskue 15. juni 1968. Pigegarden går gennem byen til dyrskuepladsen. Fremvisning af køer og heste samt traktorer og landbrugsmaskiner. Der er også børnedyrskue, tivoliforlystelser og boder samt sandsigersken Singorella i sin campingvogn.